# Liste der Mitglieder der Deutschen Akademie der Naturforscher Leopoldina/1782
Die Liste der Mitglieder der Deutschen Akademie der Naturforscher Leopoldina für 1782 enthält alle Personen, die im Jahr 1782 zum Mitglied ernannt wurden. Insgesamt gab es vier neu gewählte Mitglieder.

## Mitglieder
| Nr. | Name                           | Beiname          | Geboren       | Aufnahme | Gestorben     | Bild                                                          | Datenbank |
| --- | ------------------------------ | ---------------- | ------------- | -------- | ------------- | ------------------------------------------------------------- | --------- |
| 861 | Ludwig Rousseau                | Manethon         | 24. Sep. 1724 | 15. Mrz. | 24. Jan. 1794 |                                                               | 5095      |
| 862 | Marcus Elieser Bloch           | Piso             | 1723          | 15. Mrz. | 6. Aug. 1799  | Marcus Élieser Bloch, Stich nach dem Gemälde von Anton Graff. | 2039      |
| 863 | Karl von Sickingen             | Thales           | 1737          | 4. Nov.  | 13. Juli 1791 |                                                               | 6660      |
| 864 | Johann Christoph Andreas Mayer | Erasistratus II. | 8. Dez. 1744  | 4. Nov.  | 5. Nov. 1801  | Johann Christoph Andreas Mayer, Stich von Wilhelm Arndt       | 5641      |

## Hinweis zu den Lebensdaten
In der Liste sind zunächst die Lebensdaten gemäß Archiv der Leopoldina aufgenommen. Diese beziehen sich auf die Angaben gem. Neigebaur (1860) und Ule (1889). Die Lebensdaten im Namensartikel können daher von den Lebensdaten in der Liste abweichen.